# Hessisch voetbalkampioenschap 1906/07
In 1906/07 werd het eerste Hessisch voetbalkampioenschap gespeeld, dat georganiseerd werd door de West-Duitse voetbalbond. 
Casseler FV 95 werd kampioen en plaatste zich voor de West-Duitse eindronde. De club versloeg BV Solingen 98 en verloor in de finale van Düsseldorfer FC 1899. 

## 1. Klasse

### Groep A
| Plaats | Club                      | Wed. | W | G | V | Saldo | Ptn. |
| ------ | ------------------------- | ---- | - | - | - | ----- | ---- |
| 1.     | Casseler FV 95            | 4    | 4 | 0 | 0 | 10:0  | 8:0  |
| 2.     | 1. Casseler BC Sport 1894 | 4    | 2 | 0 | 2 | 7:7   | 4:4  |
| 3.     | FC Teutonia Cassel        | 4    | 0 | 0 | 4 | 1:11  | 0:8  |

|  | Geplaatst voor finale |

### Groep B
| Plaats | Club              | Wed. | W | G | V | Saldo | Ptn. |
| ------ | ----------------- | ---- | - | - | - | ----- | ---- |
| 1.     | Gießener FC 1900  | 2    | 1 | 0 | 1 | 9:8   | 2:2  |
| 2.     | Marburger FC 1905 | 2    | 1 | 0 | 1 | 8:9   | 2:2  |

Marburger FC verzaakte aan een beslissende wedstrijd. 

### Finale
| Team 1         | Uitslag  | Team 2           |
| -------------- | -------- | ---------------- |
| Casseler FV 95 | 4:1, 8:1 | Gießener FC 1900 |

## 2. Klasse

### Groep A
| Plaats | Club                  | Wed. | W | G | V | Saldo | Ptn.  |
| ------ | --------------------- | ---- | - | - | - | ----- | ----- |
| 1.     | Casseler FV 1895 II   | 6    |   |   |   | 16:09 | 08:04 |
| 2.     | 1. FC Borussia Fulda  | 6    |   |   |   | 12:19 | 08:04 |
| 3.     | Casseler FV 1895 III  | 6    |   |   |   | 06:01 | 04:08 |
| 4.     | FV Teutonia Cassel II | 6    |   |   |   | 02:07 | 04:08 |

Casseler FV 95 II verzaakte aan een beslissende wedstrijd
|  | Geplaatst voor finale |

### Groep B
| Plaats | Club                 | Wed. | W                 | G                 | V                 | Saldo             | Ptn.              |
| ------ | -------------------- | ---- | ----------------- | ----------------- | ----------------- | ----------------- | ----------------- |
| 1.     | Marburger FC 1905 II | 10   | 9                 | 1                 | 0                 | 23:05             | 19:01             |
| 2.     | Gießener FC 1900 II  | 10   |                   |                   |                   | 15:06             | 13:07             |
| 3.     | BC Gießen 1904       | 10   |                   |                   |                   | 08:18             | 09:11             |
| 4.     | FC Dillenburg 1906   | 10   |                   |                   |                   | 08:21             | 08:12             |
| 5.     | FC Wetzlar 1905      | 10   |                   |                   |                   | 15:19             | 07:13             |
| 6.     | FC Viktoria Marburg  | 10   | Gediskwalificeerd | Gediskwalificeerd | Gediskwalificeerd | Gediskwalificeerd | Gediskwalificeerd |

### Finale
| Team 1             | Uitslag  | Team 2               |
| ------------------ | -------- | -------------------- |
| Marburger FC 05 II | 4:1, 8:1 | 1. FC Borussia Fulda |